# گاه‌شماری عبری
گاهشماری عبری که در میان ایرانیان یهودی‌تبار به آن تقویم مختط یا مختلط نیز گفته می‌شود، آغاز آفرینش آدم بر اساس کتاب پیدایش از تورات را مبدأ خود می‌داند و بر بنیاد سال‌های خورشیدی و ماه‌های قمری استوار است و به لحاظ کسری ده‌روزه سال قمری نسبت به خورشیدی، هر سه یا دو سال، یک سال سیزده (۱۳) ماهه محاسبه می‌شود تا تناسب سال‌ها و ماه‌ها برقرار بماند.
این گاه‌شماری بر سه‌پایه استوار است:
- سال خورشیدی
- ماه قمری
- هفته که هر یکشنبه آغاز می‌شود.

هر ماه نو با حلول ماه محاسبه می‌شود، که هر ۲۹٫۵۳ روز پدیدار می‌شود. گاه‌شماری متشکل از ۱۲ ماه ۲۹ یا ۳۰ روزه است.
هر سال قمری که دوازده ماه داشته باشد در نهایت ۳۵۴٫۳۶ روز خواهد بود.
یا این که هر سال (یک بار گردش کامل زمین به دور خورشید) ۳۶۵٫۲۵ روز خواهد بود.

## تحلیل بخش‌ها
برابر اعتقاد بنی‌اسرائیل، نخستین دستور خدا (یهوه) به بنی‌اسرائیل، تعیین حلول ماه عبری نیسان به عنوان مبدأ شمارش ماه‌های سال می‌باشد و آن‌ها معتقدند خدا به مُوشه (موسی) و اَهَرون (هارون) در سرزمین مصر چنین گفته:
این ماه (نیسان) برای شما آغاز ماه‌ها باشد، این ماه برای شما نخستین ماه از ماه‌های سال خواهد بود.
بر این اساس، تعیین شماره روزها، آغاز ماه‌ها و شمارش سال‌ها از مهم‌ترین موضوعات مورد توجه علمی یهود بوده‌است. طبق فرمان خداوند، اعیاد سه‌گانه یهود (پسح: سالگرد خروج بنی اسرائیل از مصر- شاووعُوت: نزول تورات در کوه سینا- سوکُوت: جشن سایه بان‌ها) می‌بایست در زمان مقرر و با آیین نیایش ویژه برگزار گردد.

همچنین روزهای رُوش هَشانا (آغاز سال نو) و یوم کیپور (روزه بزرگ برای بخشش گناهان) که با آداب و احکام خاص همراه هستند، می‌بایست به دقت تعیین گردند، چرا که بنا بر اعتقاد یهودیان، در چنین ایامی است که خداوند سرنوشت یک سال گذشته را بررسی کرده و چگونگی وضعیت و گذران زندگی را برای سال آینده، رقم می‌زند. افزون بر این جدا کردن تِروما (سهم کوهنها) و مَعَسِر (یک دهم) از محصول و جانوران و استفاده از میوه درختان غرس‌شده وابسته به تعیین دقیق روزها و ماه‌های سال بود.

دانستن شماره سال‌ها نیز از این جهت حائز اهمیت بود که بنا به فرمان خداوند در تورات، در پایان هر دوره هفت ساله، سال شِمیطا فرا می‌رسید که در آن امور کشاورزی تعطیل می‌شد و گروهی از محکومان جرائم مالی آزاد می‌شدند.

در پایان هفت دوره ۷ ساله نیز در سال پنجاهم، سال یووِل فرا می‌رسید که آن نیز شامل احکام ویژه خود بود و از این جهت، شمردن سال‌ها نیز بسیار اهمیت داشت.

طبق آیه یادشده در بالا، ماه‌های عبری، با حلول ماه آغاز می‌شود و با حلول ماه بعدی (یعنی یک دور گردش ماه به دور زمین) پایان می‌یابد. زمان دقیق شروع ماه، هنگامی است که کره ماه بین زمین و خورشید قرار دارد و در این حالت رؤیت‌پذیر نمی‌باشد. این زمان به زبان عبری «مُولاد» به معنی «تولد» نام دارد. فاصله زمانی بین دو مولاد برابر ۲۹ روز و ۱۲ ساعت و ۴۴ دقیقه و ۳/۱۳ ثانیه است.

بنابراین یک سال قمری ۳۵۴ روز و ۸ ساعت و ۴۸ دقیقه و ۶۶ ثانیه خواهد بود و از سال خورشیدی که حدود ۳۶۵ روز و ۶ ساعت است، ۱۰ روز و ۲۱ ساعت و ۱۱ دقیقه و ۱۸ ثانیه کوتاه‌تر است و این تفاوت موجب گردش ماه‌های قمری نسبت به سال خورشیدی می‌شود.

از سوی دیگر، برابر فرمان تورات، سالگرد خروج بنی‌اسرائیل از مصر (عید پسح) همواره باید در اوایل بهار جشن گرفته شود و جشن سایه‌بان‌ها (سوکُوت) نیز باید در اوایل پاییز برگزار گردد. چنانچه سال عبری طبق ماه‌های قمری شمرده شود، پس از گذشت ۹ سال، عید پسح از اول بهار به آخر پاییز منتقل خواهد شد.

و این در حالی است که این اعیاد و جشن‌ها علاوه بر یادبود مذهبی و تاریخی، جنبه کشاورزی نیز دارند. عید پسح هنگام برداشت گندم، عید شاووعوت هنگام تقدیم نوبرانه برداشت جو و عید سوکوت هنگام تقدیم نوبرانه محصولات تابستانی است. روزهای ویژه توبه (روش هشانا و کیپور) نیز می‌بایست در محدوده زمانی اوایل پاییز قرار گیرند.

برای تطبیق این دو موضوع (قمری بودن ماه‌ها و تطابق اعیاد و مناسبت‌ها با سال خورشیدی) چنین مقرر شد که هر ۲ یا ۳ سال یک بار، سال کبیسه اعلام شده و یک ماه به آن افزوده شود (سال ۱۳ ماهه).

بدین‌سان از چرخش ماه‌ها و مناسبت‌ها نسبت به سال خورشیدی جلوگیری می‌شود.

اعلام سال کبیسه در آغاز به‌دست مجمع عالی روحانیون یهود و به صورت مشورتی انجام می‌گرفت، همان‌گونه که شروع ماه‌هایی که اعیاد مهم در آن‌ها قرار داشت، با رؤیت حلول ماه از سوی همین مجمع و فرستادن پیک به سرزمین‌های یهودی‌نشین اعلام می‌شد. علما و دانشمندان یهود برای تنظیم و تثبیت گاه‌شماری عبری کوشش بسیار نمودند و در حدود سال ۴۱۱۰ عبری (۱۶۵۰ سال پیش) شکل نهایی و امروزی گاه‌شماری عبری به‌دست دانشمندی به نام «هیلل دوم» تدوین شد.

مبنای سرآغاز شمارش تقویم عبری، آفرینش آدم در نظر گرفته شده‌است. طبق گفتار تورات، خداوند در شش دوره یا شش شبانه‌روز جهان را آفرید و در آخرین دوره، بشر متعقّل را خلق کرد. پس از آن تورات به‌طور دقیق، عمر آدم نخستین را ذکر می‌کند و تاریخ جهان (یهود) را با ذکر طول عمر نسل‌های پسین آدم تا نوح، ابراهیم، موسی و همچنین انبیای بعدی بنی‌اسرائیل تا حدود اوایل آبادی معبد دوم بت هَمیقداش (بیت‌المقدس) شرح می‌دهد. با محاسبه این سال‌ها از مبدأ یادشده، طول تاریخ گته‌شماری عبری به ۵۷۸۲ سال (در ۱۴۰۰ هجری خورشیدی) می‌رسد.

این تقویم از دورهٔ ۱۹ ساله تشکیل شده‌است. دلیل گزینش شماره ۱۹ آن است که هر دوره نوزده‌ساله که ۱۲ سال آن سال‌های معمولی و ۷ سال آن کبیسه باشد دقیقاً برابر با زمان ۱۹ سال خورشیدی خواهد بود (دوره نوزده ساله فقط یک ساعت و ۴۸۵/۱۰۸۰ ساعت از مجموع زمان ۱۹ سال خورشیدی بیشتر خواهد بود که به حساب نمی‌آید). درنتیجه در این دوره، ماه‌ها قمری و همه سال‌ها خورشیدی خواهند بود.
با دانستن زمان حلول هر دوره ۱۹ ساله و افزودن زمان ۲ روز و ۱۶ ساعت و ۵۹۵/۱۰۸۰ می‌توان به راحتی و با دقت زمان حلول دوره بعدی ۱۹ ساله را محاسبه کرد.
 سال‌های کبیسه (۱۳ ماهه) در هر دوره عبارتند از، سال سوم، ششم، هشتم، یازدهم، چهاردهم، هفدهم و نوزدهم.
 برای تعیین سال‌هایی که کبیسه هستند، آن سال را بر عدد ۱۹ تقسیم می‌کنیم، اگر عدد باقی‌مانده یکی از اعداد ۳ ،۶ ،۸ ،۱۱ ،۱۴ ،۱۷ یا ۱۹ باشد، آن سال کبیسه خواهد بود.
 برای نمونه در تقسیم سال ۵۷۶۰ بر عدد ۱۹، عدد ۳ باقی می‌ماند که جزو سالهای کبیسه است.
 ماه‌های عبری در آغاز نام مشخص نداشتند و در تورات و سیر متون مذهبی و کهن یهود، ماه‌ها با یادکرد شماره (ماه اول، ماه دوم و…) نام برده شده‌اند. سپس بر اثر حمله بخت‌النصر به سرزمین مقدس و به اسارت رفتن یهودیان به بابِل، با تأثیرپذیری از فرهنگ بابلی، ماه‌های عبری نام‌هایی ویژه به خود گرفتند.
 ترتیب ماه‌های عبری با توجه به ماه‌های ایرانی به شرح زیر هستند (خاطرنشان می‌شود که این ماه‌ها هر سال در محدودهٔ ۲۰ روزه نسبت به ماه‌های ایرانی در نوسان هستند):
| ماه عبری   | تطابق تقریبی    | مدت به روز |
| ---------- | --------------- | ---------- |
| نیسان      | فروردین         | ۳۰         |
| ایار       | اردیبهشت        | ۲۹         |
| سیوان      | خرداد           | ۳۰         |
| تموز       | تیر             | ۲۹         |
| آو (عبری)  | مرداد           | ۳۰         |
| ایلول      | شهریور          | ۲۹         |
| تیشری      | مهر             | ۳۰         |
| حشوان      | آبان*           | ۳۰–۲۹      |
| کیسلو      | آذر*            | ۳۰–۲۹      |
| طوت        | دی              | ۲۹         |
| شواط       | بهمن            | ۳۰         |
| آدار (اول) | اسفند **        | ۳۰–۲۹      |
| آدار (دوم) | اسفند و فروردین | ۲۹         |

- در برخی سال‌ها، ماه حشوان ۲۹ روز و ماه کیسلو ۳۰ روز در برخی هر دو ۲۹ روز و در برخی دیگر از سال‌ها، هر دو ۳۰ روزه هستند. *ماه ادار ۲۹ روزه است اما در سال‌های کبیسه، ادار اول ۳۰ روزه خواهد بود.

چون دوران چرخش ماه به دور زمین سی روز کامل نیست بلکه ۲۹ روز و ۱۲ ساعت و ۴۴ دقیقه است و نمی‌توان اعلام اول ماه را در بخشی از روز اعلام کرد، همان‌طور که در سِفِر بَمیدبار فصل ۱۱ و آیه ۲۰ آمده‌است «تا روزهای یک ماه»؛ و از این آیه علمای یهود نتیجه گرفته‌اند که روزها را می‌توان برای شروع ماه برشمرد ولی ساعت‌ها را نه، به این دلیل برای کامل بودن روز، ماه‌های سال قمری را تقریباً به‌طور متناوب ۲۹ روزه و ۳۰ روزه تعیین کرده‌اند.
 با دانستن زمان حلول ماه پیشین (کنونی) و افزودن زمان یک روز و دوازده ساعت و ۷۹۳/۱۰۸۰ ساعت می‌توان زمان حلول ماه پسین را محاسبه کرد و با افزودن زمان مذکور به حلول ماه بعد و ماه‌های آینده حتی تا پایان جهان می‌توان حلول ماه‌ها را محاسبه کرد.
 طبق آیه‌ای که از تورات یاد شد، خدا ماه نیسان را که خروج بنی‌اسرائیل از مصر در آن واقع شده‌است، اول ماه‌های عبری قرار داد و سایر ماه‌ها به نسبت این ماه شمرده می‌شوند (طبق ترتیب بالا) اما مبدأ شمارش سال در گاه‌شماری عبری یا به دیگر سخن، آغاز سال نو (تقویمی) از ماه تیشری (هفتمین) محسوب می‌گردد. نیز روشن است که در سال‌های ۱۳ ماهه، ماه اَدار دوم به ترتیب ماه‌ها افزوده می‌شود. در این صورت مناسبت‌هایی که در ماه اَدار قرار دارند (مانند جشن پوریم) در دومین اَدار برگزار می‌گردند.
 در گاه‌شماری عبری، سه گونه «سال» از نظر شمار روزهای آن وجود دارد. با توجه به این که سال قمری برابر ۳۵۴ روز و ۸ ساعت و ۴۸ دقیقه می‌باشد، برای آسانی شمارش، در هر دوره به ترتیب نخستین سال (غیر کبیسه) را ۳۵۳ روز در نظر می‌گیرند و آن را سال «ناقص» می‌نامند. دومین سال ۳۵۴ روز بوده و سال «عادی» نام دارد و سومین سال ۳۵۵ روز و با نام «کامل» شناخته می‌شود. هر یک از این سال‌ها اگر کبیسه باشد به ترتیب ۳۸۳ روز (سال ناقص)، ۳۸۴ روز (سال عادی) و ۳۸۵ روز (سال کامل) خواهد بود.
 یکی از دلایل تنظیم تقویم به روش مزبور آن است که تا حد امکان سه روز تعطیل مذهبی به‌طور متوالی واقع نشود؛ زیرا در اکثر اعیاد مذهبی، انجام کار به مدت یک یا دو روز حرام اعلام شده‌است و قرارگیری این روزها بلافاصله پیش یا پس از روز شنبه که در آن نیز کار کردن منع شرعی دارد، ایجاد اشکال می‌کند؛ لذا مقرراتی به شرح زیر دربارهٔ گاه‌شماری عبری وضع شده‌اند:
1. عید پسح هرگز از روز دوشنبه، چهارشنبه یا جمعه آغاز نمی‌شود.
2. عید شاووعوت هرگز از روز سه‌شنبه، پنجشنبه یا شنبه آغاز نمی‌شود.
3. روش هشانا و عید سوکوت هرگز از روز یکشنبه، چهارشنبه یا جمعه آغاز نمی‌شود.
4. یوم کیپور هرگز در روزهای یکشنبه، سه شنبه یا جمعه واقع نمی‌شود.

جهت سهولت در تنظیم گاه‌شماری، علمای یهود (مانند هارامبام- موسی بن میمون) جداول چند صد ساله یا حتی هزارساله گاه‌شماری عبری را استخراج کرده‌اند که با اندک تجربه و دقت در قوانین، تقویم هر سال عبری محاسبه‌پذیر است.
 برای نمونه، هم‌اکنون جداول تقویم عبری تا سال ۶۰۰۰ عبری (۲۴۰ سال آینده) تنظیم شده و آماده هستند.
 اول ماه نو عبری «رُوش حُودِش» نام دارد. در گذشته‌های دور، در این روز آیین ویژه‌ای برگزار می‌شد اما امروزه تنها یک نوبت نماز اضافی به نام «موساف» به همراه متن ویژه «هَلِل» به معنی ستایش خداوند خوانده شده و آیاتی از تورات نیز قرائت می‌گردد. هر چند که برگزاری مراسم سوگواری یا گرفتن روزه نیز در آن منع شده‌است. درباره ماه‌هایی که ۳۰ روزه هستند، آیین سال نو - روش حودش - دو روز برگزار می‌شود (روز سی‌ام ماه کهنه و روز نخست ماه نو).
 در یکی از شب‌های میان هفتم تا چهاردهم هر ماه نیز دعایی به نام - دعای ماه نو - خوانده می‌شود و توانایی خداوند در تنظیم مدارات و گردش اجرام آسمانی (مانند ماه) ستایش می‌شود.
 همچنین بنا بر باور یهودیان، هر ۲۸ سال یک بار منظومه خورشیدی و در میانه آن خورشید، به نقطه و مداری که در روز آفرینش قرار داشته‌است داخل می‌شود و به همین جهت در هر ۲۸ سال یک بار، آیین ویژه شکرگزاری با نام «دعای آفتاب» برگزار می‌شود. آخرین دعای آفتاب در روز چهارشنبه ۴ نیسان سال ۵۷۴۱ عبری (۱۹ فروردین ۱۳۶۰ خورشیدی) بود و در روز پنجشنبه ۵ نیسان سال ۵۷۶۹ عبری (فروردین ۱۳۸۸ خورشیدی) برگزار شدند.
 در خور یادآوری است که تاریخ مراسم شرعی یهود (مانند بَرمیصوا و بَت میصوا - زمان به تکلیف رسیدن پسر و دختر - و سالگرد درگذشت) بر بنیاد گاه‌شماری عبری سنجیده می‌شوند.
 برای تبدیل تاریخ عبری به هجری خورشیدی، از یکم فروردین تا ۲۲ شهریور رقم ۴٬۳۸۱ و از ۲۳ شهریور تا پایان اسفند رقم ۴٬۳۸۲ از سال عبری کاسته می‌شود. برای مثال اردیبهشت ۵۷۶۰ با کسر ۴٬۳۸۱ معادل ۱۳۷۹ خورشیدی خواهد شد. برای تبدیل تقریبی سال عبری به میلادی باید ۳۷۶۰ سال را از تاریخ عبری کسر کرد.
 از نامدارترین مستخرجان گاه‌شماری عبری در ایران می‌توان از سلیمان کهن صدق یاد کرد. در اغلب کشورهای یهودی‌نشین جهان، تقویم‌های عبری مطابق با سال میلادی تنظیم و منتشر می‌شوند و در ایران رسم بر این بوده‌است که تقویم طبق سال عبری (از مهرماه) منتشر می‌شود.

## جدول سالهای عبری
| عدد سال | نام به عبری | لفظ نام   | تعداد ماه‌ها | تعداد روز | زمان ابتدای سال میلادی |
| ------- | ----------- | --------- | ----------- | --------- | ---------------------- |
| ۵۷۶۵    | ה'תשס"ה     | هیت شِسییه | ۱۳          | ۳۸۳       | ۱۶ أیلول ۲۰۰۴          |
| ۵۷۶۶    | ה'תשס"ו     | هیت شِسییو | ۱۲          | ۳۵۴       | ۴ تشرین اول ۲۰۰۵       |
| ۵۷۶۷    | ה'תשס"ז     | هیت شِسییز | ۱۲          | ۳۵۵       | ۲۳ أیلول ۲۰۰۶          |
| ۵۷۶۸    | ה'תשס"ח     | هیت شِسییخ | ۱۳          | ۳۸۳       | ۱۳ أیلول ۲۰۰۷          |
| ۵۷۶۹    | ה'תשס"ט     | هیت شِسییت | ۱۲          | ۳۵۴       | ۳۰ أیلول ۲۰۰۸          |
| ۵۷۷۰    | ה'תש"ע      | هیت شِییع  | ۱۲          | ۳۵۵       | ۱۹ أیلول ۲۰۰۹          |
| ۵۷۷۱    | ה'תשע"א     | هیت شِعییا | ۱۳          | ۳۸۵       | ۹ أیلول ۲۰۱۰           |
| ۵۷۷۲    | ה'תשע"ב     | هیت شعییو | ۱۲          | ۳۵۴       | ۲۹ أیلول ۲۰۱۱          |
| ۵۷۷۳    | ה'תשע"ג     | هیت شعییگ | ۱۲          | ۳۵۳       | ۱۷ أیلول ۲۰۱۲          |
| ۵۷۷۴    | ה'תשע"ד     | هیت شعیید | ۱۳          | ۳۸۵       | ۵ أیلول ۲۰۱۳           |